# ベニト・ラマン
- ベニート・ラマン

ベニト・ラマン（Benito Raman  ,  1994年11月7日 - ）は、ベルギー・オースト＝フランデレン州ヘント出身のプロサッカー選手。スュペル・リグのサムスンスポルに所属している。ポジションはFW。メディアによっては『ベニート・ラマン』と表記されることもある。

## 来歴
2002年にKAAヘントのユースアカデミーに入団。2011-12シーズンにトップチームに昇格し、2012年2月のSVズルテ・ワレヘム戦でプロデビュー。以降はローン移籍を繰り返すシーズンを送り、2016年7月27日にスタンダール・リエージュに5年契約で完全移籍。
2017年7月31日、ドイツ2部リーグのフォルトゥナ・デュッセルドルフにローン移籍で加入。加入後チームを牽引する活躍を見せ、2018年3月20日に完全移籍が決まり、2022年までの契約を締結。2017-18シーズンは28試合10得点を記録し、2部リーグ優勝に貢献。2012-13シーズン以来の1部リーグ復帰を果たした。2018-19シーズンは、シーズン終盤に調子を上げ、30試合で10ゴールを記録。この活躍で、アイントラハト・フランクフルトやシャルケ04などが、ラマンの獲得に興味を示すようになる。
2019年7月5日、シャルケがラマンの争奪戦に勝利し、2024年までの契約を締結した。
2021年7月15日、RSCアンデルレヒトと3年契約を締結した。
2024年2月1日、サムスンスポルに移籍した。

## 代表経歴
2009年から2016年までにかけて、各ユース世代のベルギー代表に招集された。